# Ајзенхајм
Ајзенхајм (њем. Eisenheim) град је у њемачкој савезној држави Баварска. Једно је од 52 општинска средишта округа Вирцбург. Према процјени из 2010. у граду је живјело 1.327 становника. Посједује регионалну шифру (AGS) 9679167.

## Географски и демографски подаци
Ајзенхајм се налази у савезној држави Баварска у округу Вирцбург. Град се налази на надморској висини од 200 метара. Површина општине износи 11,6 km². У самом граду је, према процјени из 2010. године, живјело 1.327 становника. Просјечна густина становништва износи 115 становника/km².